# Pentálofo
Pentálofo är en ort i Grekland.   Den ligger i prefekturen Nomós Kilkís och regionen Mellersta Makedonien, i den norra delen av landet, 300 km norr om huvudstaden Aten. Pentálofo ligger 450 meter över havet och antalet invånare är 231.
Terrängen runt Pentálofo är huvudsakligen kuperad, men österut är den platt. Runt Pentálofo är det ganska tätbefolkat, med 120 invånare per kvadratkilometer. Närmaste större samhälle är Giannitsá, 15,2 km söder om Pentálofo. Trakten runt Pentálofo består till största delen av jordbruksmark.